# Kevin Ayers
Kevin Ayers (Herne Bay, 16 agosto 1944 – Montolieu, 18 febbraio 2013) è stato un cantautore, chitarrista e bassista inglese.
È stato tra i protagonisti della scena di Canterbury: i suoi lavori hanno avuto una grande influenza sulla scena psichedelica e progressive internazionale. Conosciuto per i suoi lavori solisti, fu membro fondatore dei Soft Machine verso la fine degli anni sessanta. Risiedette a lungo all'estero: da bambino in Malaysia ed in seguito anche in Spagna e in Francia. Ha lavorato con numerosi musicisti quali Brian Eno, Phil Manzanera, Mike Oldfield, Andy Summers, Ollie Halsall, Robert Wyatt, Daevid Allen, Syd Barrett, Elton John, Nico e John Cale.

## Biografia

### Primordi
Kevin Cawley Ayers nacque nel 1944 nella località balneare di Herne Bay, nel città di Canterbury, nel sud-est dell'Inghilterra. Era figlio del produttore indipendente della BBC Rowan Ayers. A seguito della separazione dei genitori e del matrimonio della madre con un diplomatico britannico, passò gran parte dell'infanzia in Malaysia. Ritornò a Canterbury a dodici anni, in un periodo che vedeva emergere la locale scena musicale. In città conobbe alcuni coetanei: Robert Wyatt, i fratelli Brian e Hugh Hopper, Mike Ratledge, i cugini Richard e Dave Sinclair; trascorrendo giornate a casa di Wyatt ad ascoltare e suonare jazz. Nel 1960 il chitarrista australiano Daevid Allen, reduce da Parigi, dove aveva frequentato i circoli del jazz e della psichedelia, affittò una stanza nella guest house della famiglia di Wyatt. Lo stile di vita anticonformista e la musica di Allen, che risentiva delle esperienze dadaiste, esercitarono una grande influenza sul gruppo di amici, che nel 1962 cominciarono a registrare i primi brani.

### I Wilde Flowers
Nel 1963 si formò una band e Ayers suggerì il nome Wilde Flowers, in omaggio al poeta Oscar Wilde. Furono la pietra d'angolo del cosiddetto "Canterbury sound": dalle loro ceneri nasceranno le due band principali di questa corrente, i Soft Machine ed i Caravan. Oltre ad Ayers (canto, controcanto e tamburello basco) la prima formazione era composta da Brian Hopper (canto, chitarra solista e sassofono contralto) Hugh Hopper (controcanto e basso), Richard Sinclair (controcanto e chitarra ritmica) e Robert Wyatt, nome d'arte di Robert Ellidge (controcanto, batteria e percussioni).
Ayers rilasciò poi un'intervista in cui affermò che fu reclutato per i capelli lunghi. In seguito ruoteranno anche altri musicisti nella band, che si sciolse nel 1969 senza essere riuscita a pubblicare niente durante il suo periodo di attività. Tuttavia, nel 1994, saranno raccolte le vecchie registrazioni nell'album The Wilde Flowers, in cui Ayers appare in tre brani. Inoltre, nel 1999, usciranno altre quattro antologie relative a quel periodo, in cui Ayers appare nella prima, Canterburied Sounds Volume 1, in due brani dei Wilde Flowers.
Nel 1965 abbandonò il gruppo per un viaggio con Allen a Deià nell'isola di Maiorca, dove da qualche anno si era stabilita una comunità di artisti della Beat Generation. Nel 1966 tornò con Allen a Deià, e convinsero il multiminionario statunitense Wes Brunson a finanziare il progetto di una nuova band: così nacquero i Soft Machine. Tornati a Canterbury, comprarono nuovi strumenti, presero in affitto una casa e convinsero Wyatt e Ratledge ad entrare nel gruppo.

### Soft Machine
La formazione iniziale aveva Ayers al basso e voce, Allen alla chitarra, Ratledge alle tastiere e Wyatt alla batteria e voce. Il contrasto tra la voce baritonale di Ayers e quella tenorile di Wyatt, insieme produsse uno stile jazz e rock che incise sulla psichedelia degli anni sessanta. La band ebbe subito un grande successo tanto da essere scritturata, assieme ai primi Pink Floyd, dall'UFO Club di Londra; i due gruppi diventarono i più celebri della scena psichedelica londinese. Le esibizioni all'UFO Club portarono alla pubblicazione del singolo Love Makes Sweet Music/Feelin' Reelin' Squealin'. Nel 1967 il produttore Giorgio Gomelsky fece loro incidere alcuni demo, però pubblicati solo nel 1972 con il titolo Faces And Places Vol.7, e finanziò il tour estivo in Francia che ottenne un grande successo. Al ritorno Allen fu respinto a Dover per irregolarità dei documenti e dovette tornare in Francia, dove avrebbe fondato un altro gruppo collegato con la scena di Canterbury, i Gong. Il gruppo continuò come trio e fu ingaggiato per un lungo ed estenuante tour negli USA come gruppo di apertura per la Jimi Hendrix Experience. Durante una pausa registrarono a New York, in soli quattro giorni, il singolo Why Are We Sleeping?/Joy of a Toy e il loro primo album, l'eponimo Soft Machine. Non riuscendo ad accettare quella dura vita di spostamenti, Ayers vendette il proprio basso Fender bianco a Noel Redding e si ritirò a Ibiza, in compagnia di Daevid Allen.

### Gli anni della Harvest (1969-1973)
Dal loro incontro, si accompagnò un'intensa attività compositiva; la serie di demo registrati da Ayers ad Ibiza interessò il produttore Peter Jenner, che lo scritturò per il primo album da solista, Joy of a Toy, uno dei primi della neonata etichetta Harvest Records (sezione progressive della EMI), la stessa dei Pink Floyd. Quest'opera, accolta positivamente dalla critica, contiene brani che variano dalla marcia circense di Joy of a Toy Continued alla pastorale Girl on a Swing, dalle ballate Song for Insane Times e The Lady Rachel alla sinistra Oleh Oleh Bandu Bandong, basata su motivi popolari della Malaysia e incentrata sul pianoforte del compositore avanguardista David Bedford. Molte di queste canzoni diventarono colonne dei suoi spettacoli live. A supportare Ayers arrivarono i membri dei Soft Machine, con l'aggiunta di Rob Tait, che fu poi per qualche tempo batterista dei Gong.
Seguì il secondo album Shooting at the Moon. Per inciderlo, Ayers mise insieme, con l'aiuto di Jenner, una band battezzata The Whole World: vi militavano un giovanissimo Mike Oldfield al basso e alla chitarra elettrica, Bedford, che curava arrangiamenti, pianoforte e tastiere, il sassofonista Lol Coxhill, che era un busker quando incontrò Ayers, e Mick Fincher alla batteria. L'album alterna alcune tra le più apprezzate canzoni di Ayers (May I?, The Oyster and the Flying Fish, Clarence in Wonderland, Red Green and You Blue) a lunghe esplorazioni strumentali (Pisser Dans un Violon, Underwater). Il brano Shooting at the Moon è una riproposizione della vecchia Jet Propelled Photograph, che faceva parte dei demo registrati nel 1967 con i Soft Machine. Dello stesso periodo è il singolo Singing a Song in the Morning, prodotto durante le sessioni di Shooting at the Moon e le cui prime incisioni videro la partecipazione di Syd Barrett. Si è creduto a lungo che l'assolo di chitarra elettrica che appare nel missaggio finale fosse opera sua, ma Ayers ha in più occasioni riferito che era lui a suonare, imitando lo stile di Barrett.
The Whole World era una band solita a spostamenti continui e, come accadde anche con i Soft Machine, Ayers decide di abbandonare il gruppo. I Whole World si sciolsero dopo un breve tour ma senza rotture insanabili, e molti dei suoi componenti furono ospiti del terzo album di Ayers Whatevershebringswesing. In esso compaiono la suite orchestrale There is Loving/Among us/There is Loving, che unisce il tema introduttivo di Butterfly Dance ad una composizione di Bedford; la cupa Song from the Bottom of a Well, il classico Stranger in Blue Suede Shoes, oltre alla title track che ha visto il contributo di Oldfield e Wyatt.
Ayers fondò nel mentre anche gli Archibald insieme al bassista e chitarrista Archie Leggett (presentatogli da Allen) e al batterista Eddie Sparrow.
L'ultimo album per la Harvest è Bananamour (un tributo alla banana, goliardico amore di tutta una vita). Leggett e Sparrow confluirono nel progetto, che vide le collaborazioni di Steve Hillage (storico chitarrista dei Gong, qui responsabile degli assoli di Shouting in a Bucket Blues), di Wyatt (che canta in Hymn) e di Ratledge (che suona l'organo in Interview). L'album si distinse anche per Oh! Wot a Dream, scritta dichiaratamente in uno stile spensierato à la Barrett, e la lunga e ipnotica Decadence.

### I tre album per la Island (1973-1976)
Nel medesimo periodo, Ayers firmò per la Island e incise il concept The Confessions of Dr. Dream and Other Stories (1794), la sua pubblicazione più nota. Rispetto alla compattezza di Bananamour (cui contribuisce la voce rauca di Leggett), in quest'album l'atmosfera si fa più rarefatta, come nella meditabonda Everybody's Sometime and Some People's All the Time Blues. Fra gli altri brani appaiono il rock di Didn't Feel Lonely Till I Thought of You e la lunga suite sul dr. Dream, in cui l'artista britannico duetta con Nico. Nel disco appare anche Simon Jeffes della Penguin Cafe Orchestra.
Il 1º giugno del 1974 Ayers prese parte a un concerto poi pubblicato su disco con il titolo June 1, 1974 (conosciuto anche con l'acronimo ACNE, le iniziali dei nomi di Ayers, John Cale, Nico e Brian Eno). Erano presenti anche Wyatt e Oldfield, che, nel frattempo, aveva raggiunto una certa fama con la pubblicazione di Tubular Bells e Hergest Ridge.
Dello stesso anno fu la collaborazione di Ayers con Lady June (June Campbell Cramer) in Lady June's Linguistic Leprosy, inciso in casa di Cramer a Vale Court, a Maida Vale. Il disco consiste nell'incontro tra la poesia di Lady June e la musica e il canto di Ayers, con qualche contributo da parte di Brian Eno e di Pip Pyle. Fu originariamente pubblicato dall'etichetta Banana Productions (di proprietà dello stesso Ayers), per poi essere riedito in CD nel 1992.
Nel 1975, dopo che l'operazione promozionale di June 1, 1974 non era andata in porto, la fama del cantante iniziò a declinare. È di questo periodo la collaborazione con Ollie Halsall, importante chitarrista della scena inglese, che aveva già avuto modo di esibirsi i Timebox (successivamente evolutisi nei Patto). Assieme formano i Soporifics, band dall'organico assai instabile, cui partecipò Zoot Money. Uscì Sweet deceiver, in cui appare Elton John. L'album fu un insuccesso commerciale, tanto che l'etichetta decise di lanciare un singolo in cui l'artista ripropone Falling in Love Again di Frederick Hollander e Sammy Lerner, canzone già interpretata da Marlene Dietrich e da Doris Day accompagnata da André Previn.

### Il ritorno alla Harvest (1976-1978)
Nel febbraio del 1976, uscì una raccolta della EMI-Harvest intitolata Odd Ditties, contenente alcuni singoli e diversi inediti. L'album ottenne una certa visibilità, tanto da permettere ad Ayers di firmare un contratto per la Harvest. Uscì Yes We Have No Mañanas (So Get Your Mañanas Today), album contenente alcune collaborazioni, tra cui quella con il batterista Rob Townsend (già membro dei Family), B. J. Cole (che, in passato, aveva prestato i suoi servizi a Marc Bolan), Zoot Money, Halsall e Bedford. Il risultato fu un album più easy listening dei precedenti. Per chiudere gli anni settanta, Ayers pubblicò un altro album per la Harvest (il penultimo), Rainbow Takeaway, che ripete la formula di Yes We Have No Mañanas. Si registra la presenza di Anthony Moore, membro degli Slapp Happy, qui anche in veste di produttore insieme allo stesso Ayers, di Rob Townsend e di Halsall.

### Gli anni ottanta
Nel 1980 realizzò l'ultimo album per la Harvest, That's What You Get, Babe, accolto da giudizi contrastanti: per alcuni fu un apprezzato tentativo di adeguarsi alle nuove tendenze musicali mentre deluse chi voleva un album che si attenesse alle sonorità più tipiche dell'artista. Negli anni ottanta, l'attività discografica di Ayers si diradò: ritiratosi nel 1980 a Deià, incise brani (pubblicati poi nel 1984 in Deià... Vu), e nel 1983 Diamond Jack and the Queen of Pain sulla falsariga di That's What You Get, Babe seguito da As Close as You Think del 1986. Apparve, nel 1987, in un album di Oldfield (Islands), per cantare Flying Start. I due successivi lavori, Falling Up del 1988 e Still Life with Guitar del 1992, realizzati con la collaborazione di Oldfield e Halsall, rialzarono le sue quotazioni e i concerti ebbero un discreto successo. A causa della morte dell'amico Halsall nel maggio del 1992, Ayers decise di interrompere l'attività musicale per quindici anni dopo alcune esibizioni dal vivo.

### L'ultimo periodo
Nel 2007 pubblicò l'atteso The Unfairground a cui collaborarono gli amici Wyatt, Manzanera e Hugh Hopper. Alcuni brani hanno richiami caraibici, altri sono fedeli allo stile dei suoi primi lavori. L'album fu accolto con entusiasmo dalla critica che lo giudicò uno tra i suoi più belli. Morì nel febbraio 2013 a 68 anni, nella sua abitazione di Montolieu, nel dipartimento francese dell'Aude.

## Stile musicale
Personificazione dello spirito dandy dell'epoca progressiva inglese, Ayers si è caratterizzato con un pop progressivo e sperimentale che risente anche la lezione della scena di Canterbury. Le sue canzoni eccentriche, malinconiche, romantiche e infantili, lasciano a volte spazio a interventi sperimentali e di difficile ascolto quali Pisser dans un violon e Song from the Bottom of a Well. Mantengono queste generalità il primo album Joy of a Toy (1969), l'altrettanto apprezzato Shooting at the Moon (1970), più folk ed elettrico del predecessore, e il più dimesso Whatevershebringswesing (1972). L'ambizioso The Confessions of Dr. Dream & Other Stories (1974) precede quella che molti considerano la fase di decadenza dell'artista, che avrebbe mantenuto inalterato il suo raffinato pop d'autore rinunciando però al piglio prog e sperimentale dei primi dischi. Spesso inserito fra i rappresentanti e i pionieri della psichedelia, Ayers è stato anche considerato uno dei più importanti artisti del rock progressivo britannico, mentre altri lo citano fra i musicisti art rock.

## Discografia
- 1969 - Joy of a Toy (Harvest)
- 1970 - Shooting at the Moon (Harvest)
- 1972 - Whatevershebringswesing (Harvest)
- 1973 - Bananamour (Harvest)
- 1974 - The Confessions of Dr. Dream and Other Stories (Island)
- 1974 - June 1, 1974 (Island) (live con Nico, John Cale, Brian Eno e la partecipazione di Ollie Halsall, Robert Wyatt e Mike Oldfield)
- 1974 - Lady June's Linguistic Leprosy (Caroline/Virgin) (con Lady June e Brian Eno)
- 1975 - Sweet Deceiver (Island)
- 1976 - Odd Ditties (Harvest) (raccolta di rarità e inediti)
- 1976 - Yes We Have No Mañanas (So Get Your Mañanas Today) (Harvest)
- 1978 - Rainbow Takeaway (Harvest)
- 1980 - That's What You Get Babe (Harvest)
- 1983 - Diamond Jack and the Queen of Pain
- 1984 - Deià...Vu
- 1986 - As Close As You Think
- 1988 - Falling Up
- 1992 - Still Life with Guitar
- 2004 - Alive in California (registrato live a Los Angeles e a San Francisco negli anni 1993, 1998 and 2000) (Box-O-Plenty Records)
- 2007 - The Unfairground